# Crossopalpus diversipes
Crossopalpus diversipes är en tvåvingeart som först beskrevs av Axel Leonard Melander 1918.  Crossopalpus diversipes ingår i släktet Crossopalpus och familjen puckeldansflugor.
Artens utbredningsområde är Kalifornien. Inga underarter finns listade i Catalogue of Life.